# Opuntia polyacantha
Opuntia polyacantha és una espècie de fanerògama de la família de les Cactàcies. És nativa d'Amèrica del Nord a Mèxic, Arizona, Texas, Colorado, Nou Mèxic i Utah.

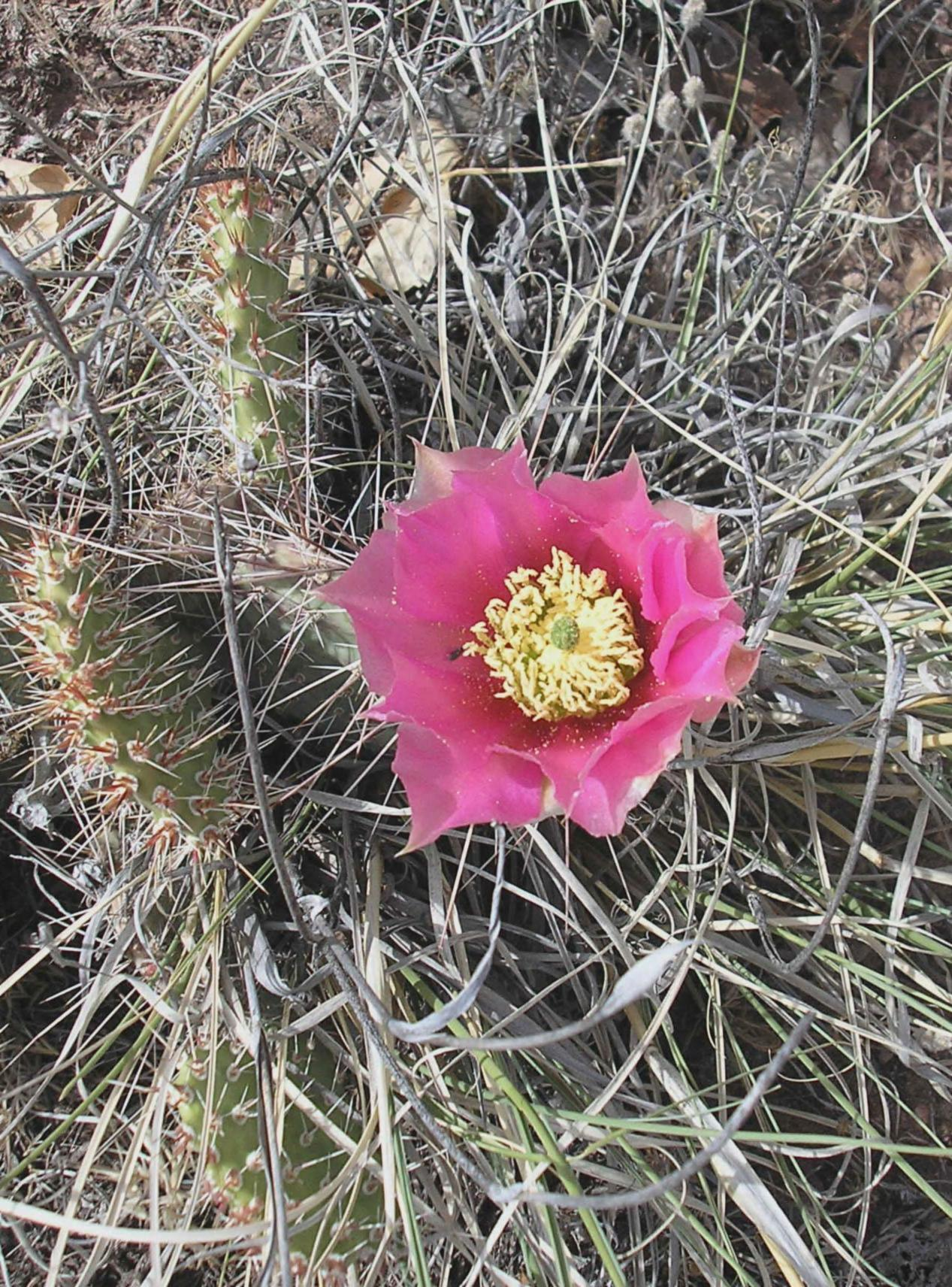
Detall de la flor

## Descripció
Opuntia polyacantha és un arbust amb moltes branques. Forma coixins o catifes, que arriben a una alçada de fins a 15 cm i una amplada de diversos metres. Els cladodis són rodons, ovats de color blau-verd i sense pèls. Mesuren 5-12,5 cm de longitud, 3,5 a 10 cm d'ample i 1 cm de gruix. Les estretes i espaiades arèoles porten discrets gloquidis grocs, amb de 6 a 10 espines en forma d'agulles rectes, corbes o doblegades, d'1 a 12,5 cm de longitud. Les flors són grogues i mesuren 4,5-6 cm de longitud i tenen diàmetres des de 4,5 a 8 cm. Els fruits són secs i marrons en forma d'ou. Tenen un diàmetre d'1,2 a 2,5 cm.

## Taxonomia
Opuntia polyacantha va ser descrita per Adrian Hardy Haworth i publicada a Supplementum Plantarum Succulentarum ... 82. 1819.

### Etimologia
- Opuntia: nom genèric que prové del grec usat per Plini el Vell per a una planta que creixia entorn de la ciutat d'Opunt, a Grècia.[2]
- polyacantha: epítet llatí que significa "amb moltes espines".[3]

### Sinonímia
- Opuntia arenaria Engelm.
- Opuntia heacockiae Arp
- Opuntia rhodantha K. Schum.
- Opuntia rutila Nutt.
- Opuntia heacockul Arp[4]